# Caitlyn Jenner
Caitlyn Marie Jenner, anteriorment William Bruce Jenner (1949), és una figura televisiva i exesportista nord-americana que originalment va obtenir fama pels seus merits en l'atletisme.
Jenner va guanyar la medalla d'or en el decatló dels Jocs Olímpics de Mont-real 1976. Des de llavors, ha treballat en diverses sèries i pel·lícules per a televisió arribant a ser una celebritat de les pantalles de televisió dels Estats Units, principalment per la seva participació en el telerrealitat Keeping Up with the Kardashians.
L'any 2015 Jenner va culminar un procés de canvi de sexe declarant públicament la seva condició de dona i canviant el nom de William Bruce pel de Caitlyn Marie.

## Biografia

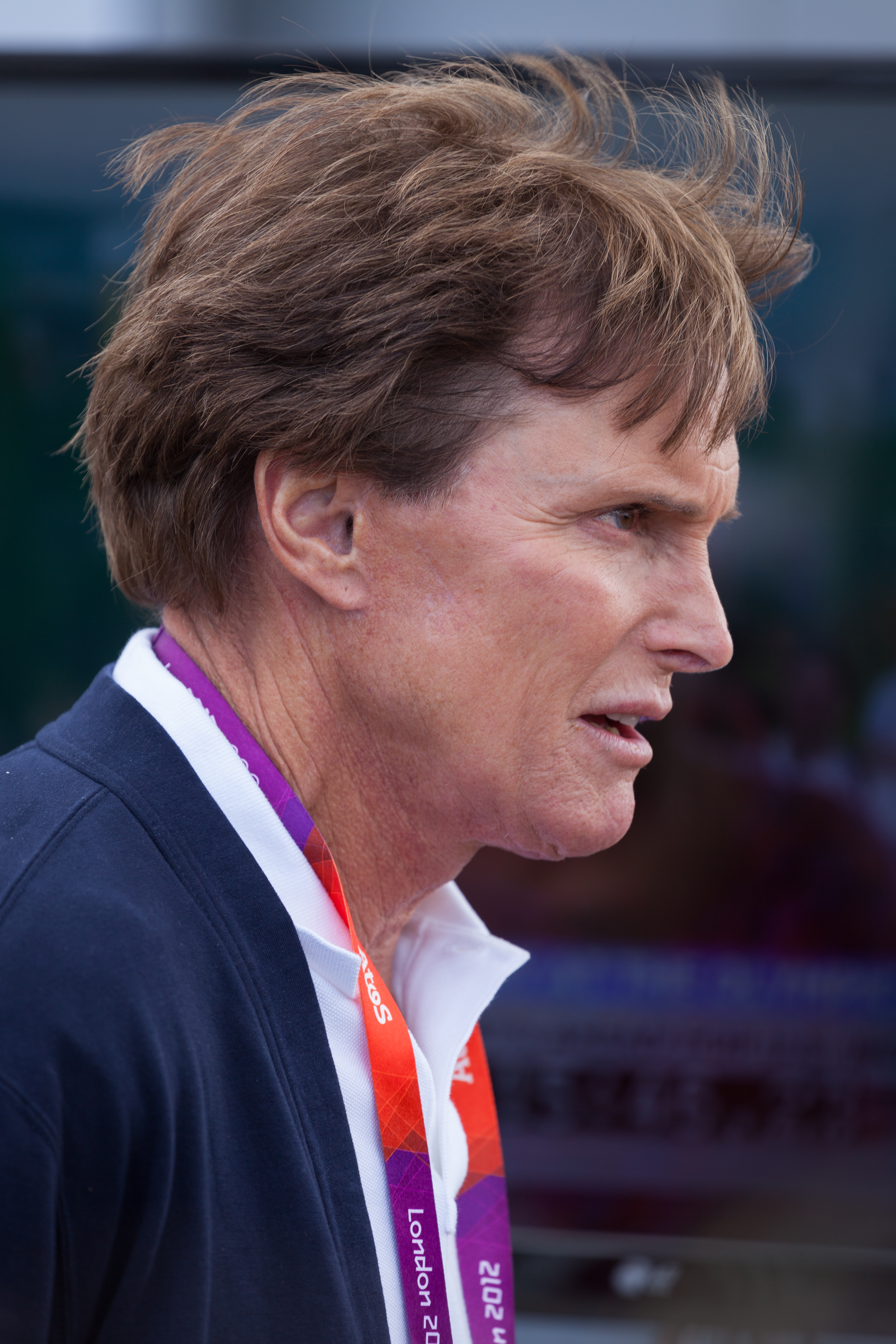
Jenner el 2012

Jenner va néixer a Tarrytown, Nova York als Estats Units d'Amèrica el 28 d'octubre de 1949. Es va dedicar a l'atletisme participant en els Jocs Olímpics de Mont-real l'any 1976 en els quals va guanyar la medalla d'or en la prova de decatló.
Quan va deixar l'atletisme es va dedicar a la televisió on va adquirir una notable celebritat. En 1981 havia protagonitzat diverses sèries i pel·lícules per a televisió i va ser el reemplaçament d'Erik Estrada a la sèrie de televisió Xips. Des de 2007 va participar en un reality show de la seva família en Keeping Up with the Kardashians.
En 1992 es va casar amb Kris Jenner, amb qui va tenir dues filles, Kendall Jenner i Kylie Jenner, adoptant als quatre que Kris tenia d'una relació anterior (Kourtney Kardashian, Kim Kardashian, Khloé Kardashian i Rob Kardashian). La parella es va separar l'any 2014 després de 22 anys de matrimoni. Jenner havia tingut dues relacions anteriors, una amb Chrystie Crownover amb la qual va tenir 2 fills, Burton Jenner i Casey Jenner; i una altra amb Linda Thompson amb la qual va tenir uns altres dos fills, Brandon Jenner i Brody Jenner. En total sis fills propis i quatre fillastres (per part de la seva exesposa Kris Jenner).
El setembre de 2014 es va divorciar de Kris i van repartir els seus béns entre tots dos a parts iguals.
El febrer de 2015, Jenner es va veure involucrada en un accident de trànsit en el qual va morir una dona anomenada Kim Howe, que va morir en ser impactada per darrere per la camioneta de Jenner, que viatjava a alta velocitat. Els els fiscals van declinar presentar càrrecs per homicidi.

### Caitlyn Jenner
El 24 d'abril de 2015 va fer pública la culminació d'un procés de canvi de sexe canviant també el seu nom i adoptant la condició de dona. Després d'un tractament hormonal que havia començat anys abans i una sèrie d'intervencions quirúrgiques, va mostrar la seva transformació i va confessar que la condició de dona l'havia sentida i ocultada durant tota la seva vida. L'1 de juny de 2015, va posar per a la fotògrafa Annie Leibovitz, i els seus primers retrats com Caitlyn van il·lustrar la portada i el reportatge central de la revista Vanity Fair en la seva edició de juny. El setembre de 2015, va canviar legalment el seu nom a Caitlyn Marie Jenner i el seu gènere a femení.